# 國會議事堂 (日本)
国会议事堂（日语：／ Kokkai Gijidō */?）是日本國會所在地，位於東京都千代田区永田町一丁目，竣工于1936年（昭和11年），当时名为帝国议会议事堂。其左侧为众议院，右侧为参议院（旧贵族院）。建筑物呈左右对称，但是两院管理的范围并不均等，中央前庭、中央大厅、休息室與中央塔楼都由参议院负责管理。

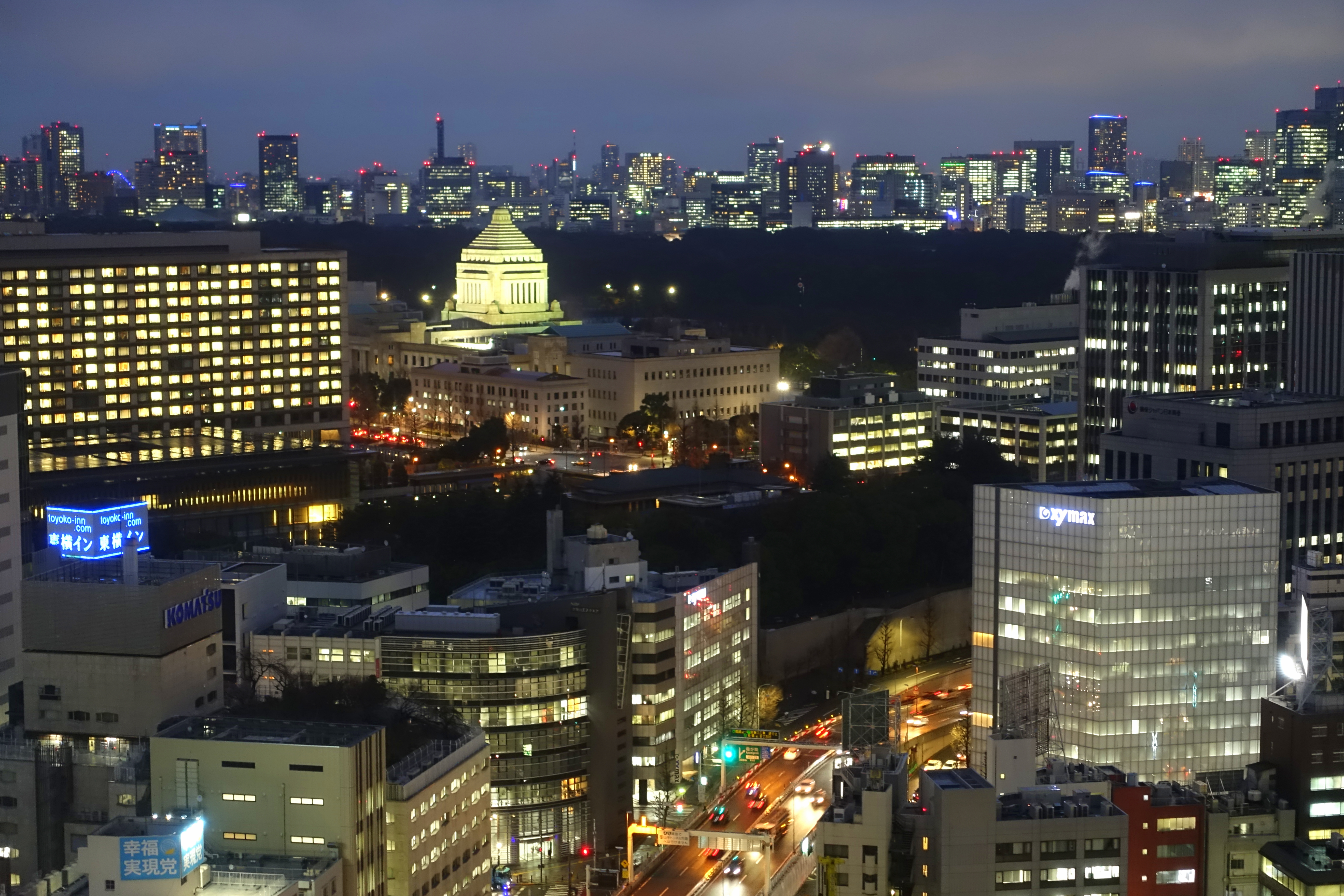
国会议事堂和建筑物

## 歷史
现在的国会议事堂，竣工于1936年（昭和11年），然而其建设计划早在明治时期就已开始。

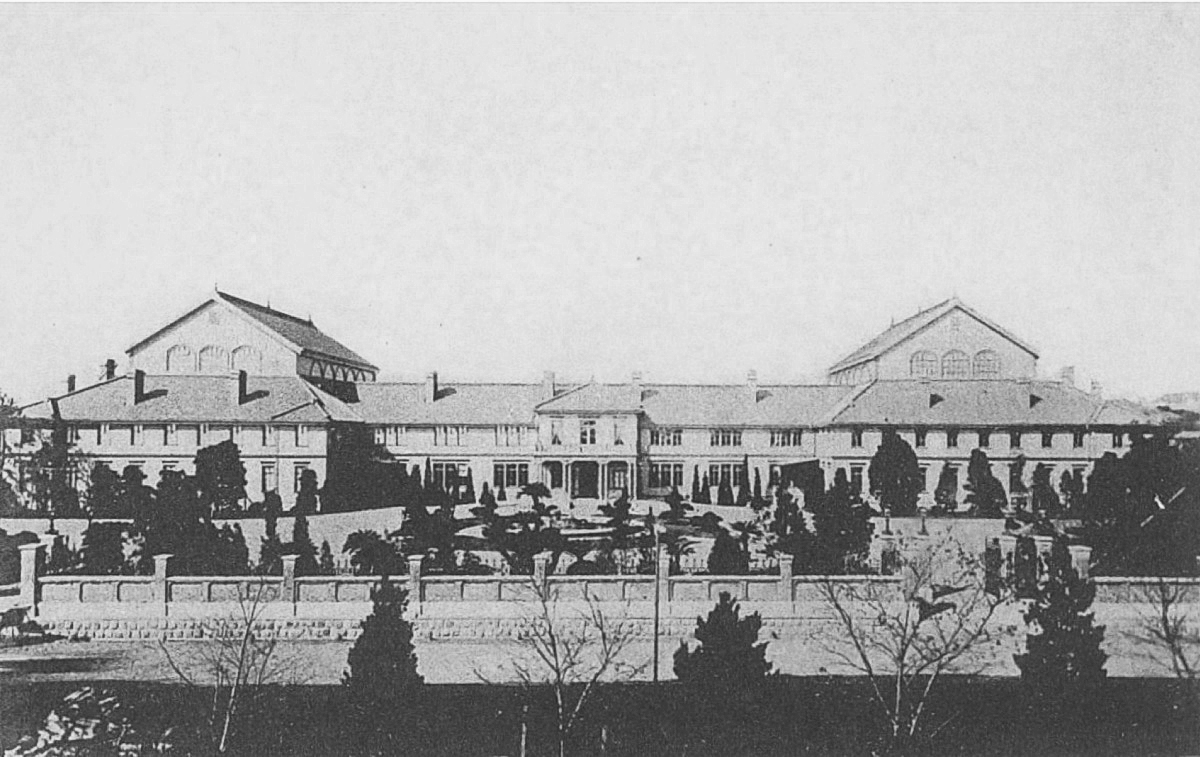
第一处临时议事堂

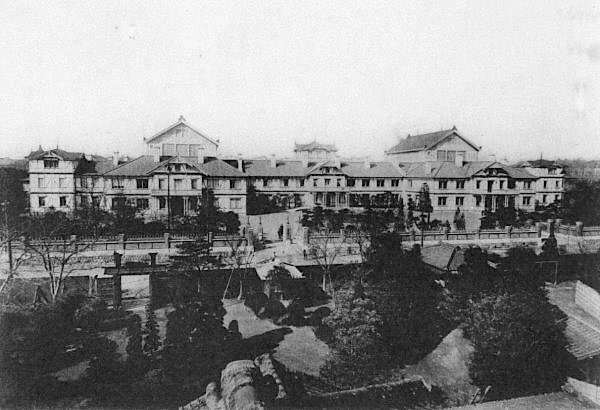
第二处临时议事堂

1881年（明治14年）10月，明治天皇颁“设国会诏”，4年后設立的首任內閣總理大臣伊藤博文在1890年（明治23年）计划设立帝国议会，为此开始筹建召开国会的议事堂建筑。但是，从设计初始，议事堂的建设就因为财政拮据而陷入困境，因此只能先建设临时议事堂。首个临时议事堂位于内幸町（现在的霞关一丁目，经济产业省大楼附近）。
首个临时议事堂于第一届帝国议会召开前夜、1890年（明治23年）11月24日方完成，但在次年1月20日凌晨突发火灾，毁之一炬。为此，政府紧急修建了第二个临时议事堂，并于同年10月竣工。另外， 1894年（明治27年）8月，甲午战争爆发，战时大本营迁至广岛，与此同时，帝国议会也曾经一度离开临时议事堂，迁移到广岛召开。

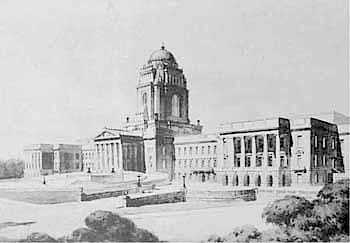
渡边福三提议了的国会议事堂图案

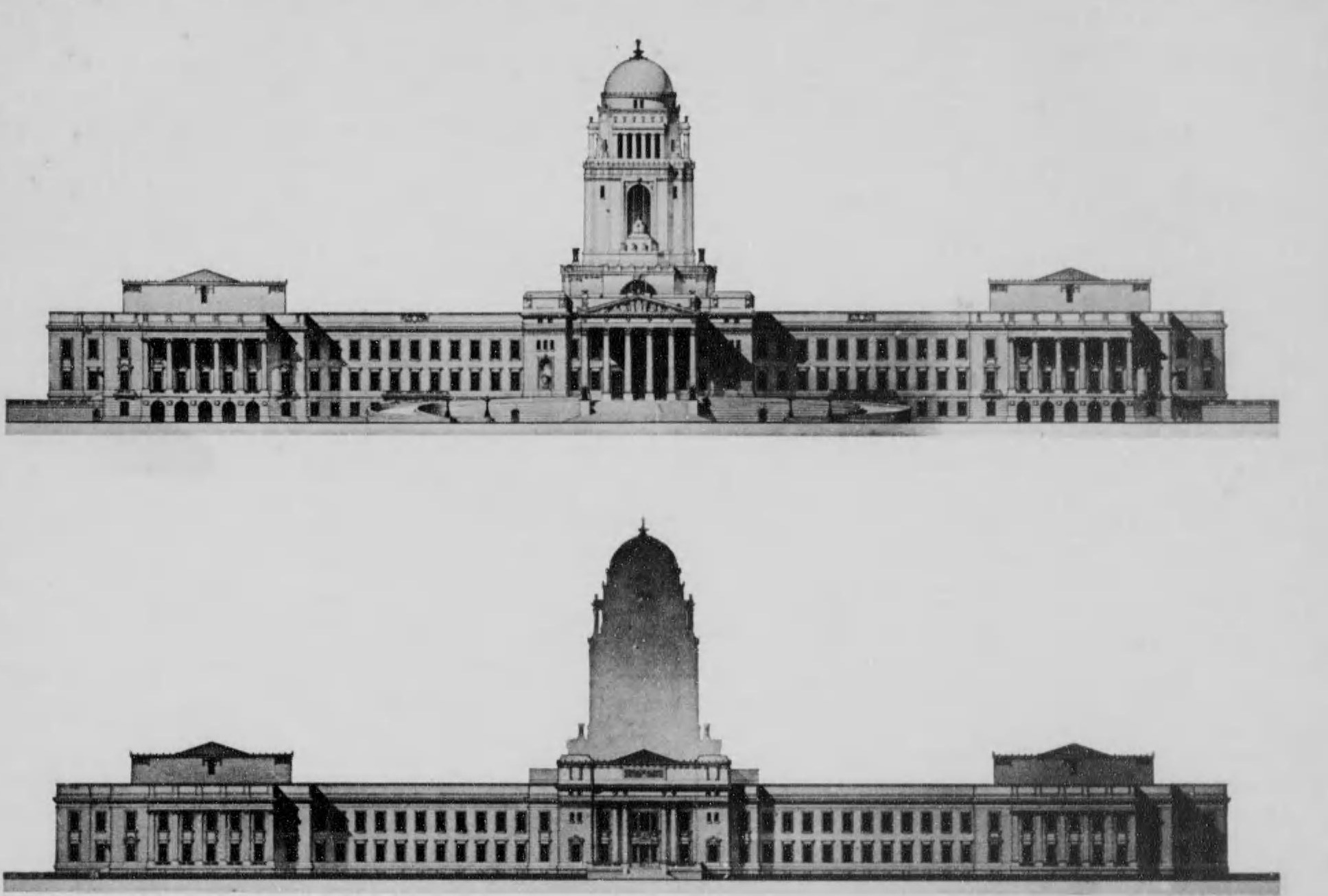
全国国会大厦设计竞赛中获奖的设计

1906年（明治39年），政府决定修缮第2个临时议事堂并筹建正式的议事堂，进入大正时代后，开始公开征集设计方案。
在118个候选设计中，最佳方案由渡边福三夺得。因此，最终建设方案很大程度上参考了渡边的设计，1920年（大正9年）1月30日，原敬首相等政府要员在位於永田町的議事堂建地举行了奠基仪式。
第2个临时议事堂在建造过程中，幸运地躲过了1923年（大正12年）的关东大地震，但是却在1925年9月18日因工人不慎失火而被烧毁。为此，政府不得不决定临时建造第3个临时议事堂，同时进一步推迟新议事堂的建造计划。为了赶上同年12月召开的帝国议会会议，第三个临时议事堂仅用了3个月就竣工落成。

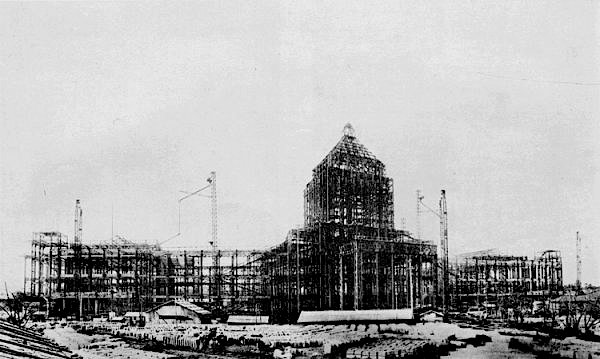
议事堂的钢筋结构 1927年（昭和2年）3月

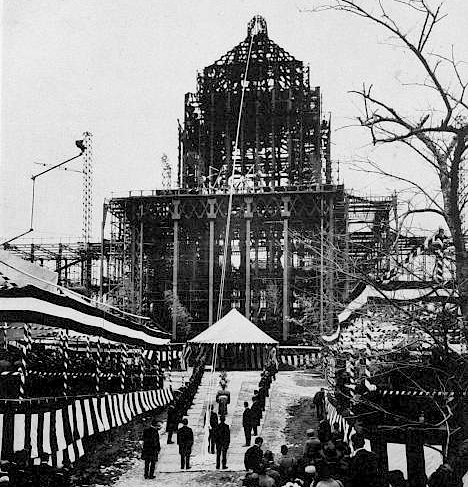
上棟式 1927年（昭和2年）4月

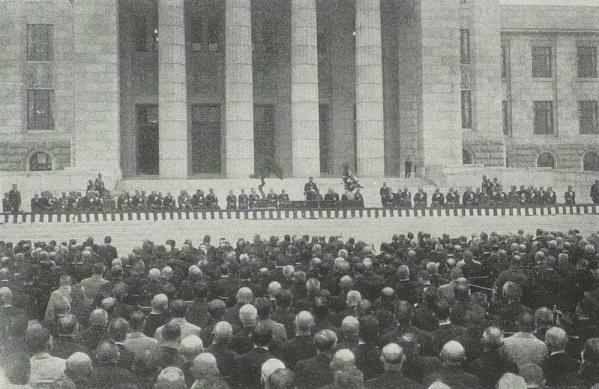
竣工 1936年（昭和11年）11月

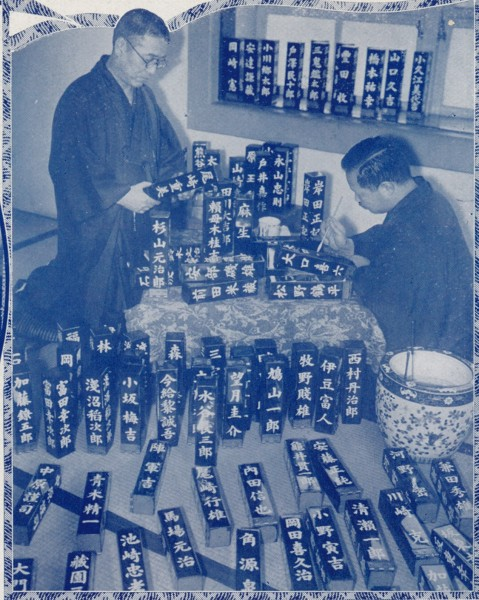
名称标记的创建

经历了多次的劫难，永田町的帝国议会议事堂终于在1936年11月7日，即举行奠基仪式17年后宣告建成。作为国家重点工程，议事堂的几乎所有建筑材料都采用国产，总造价为2,580万日圓，如以现在的货币计算，相当于数百亿日元。

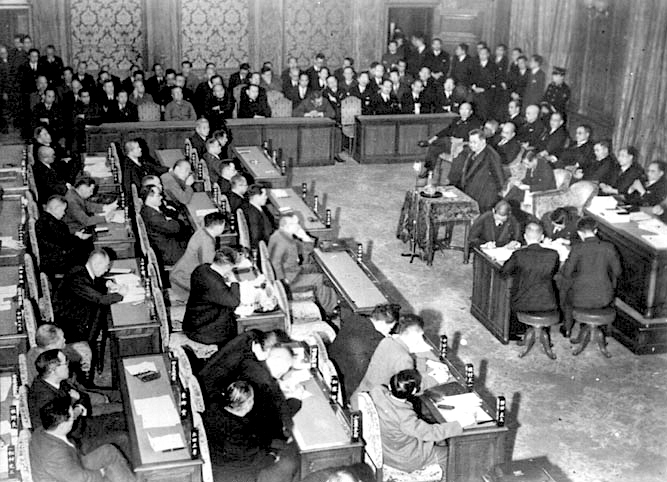
第二次世界大战期间的议会（1944年 昭和19年）

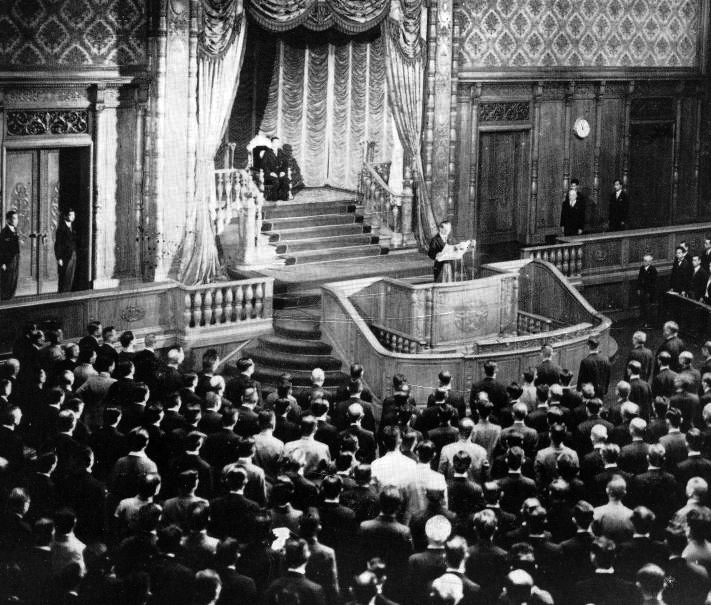
1947年（昭和22年）國會

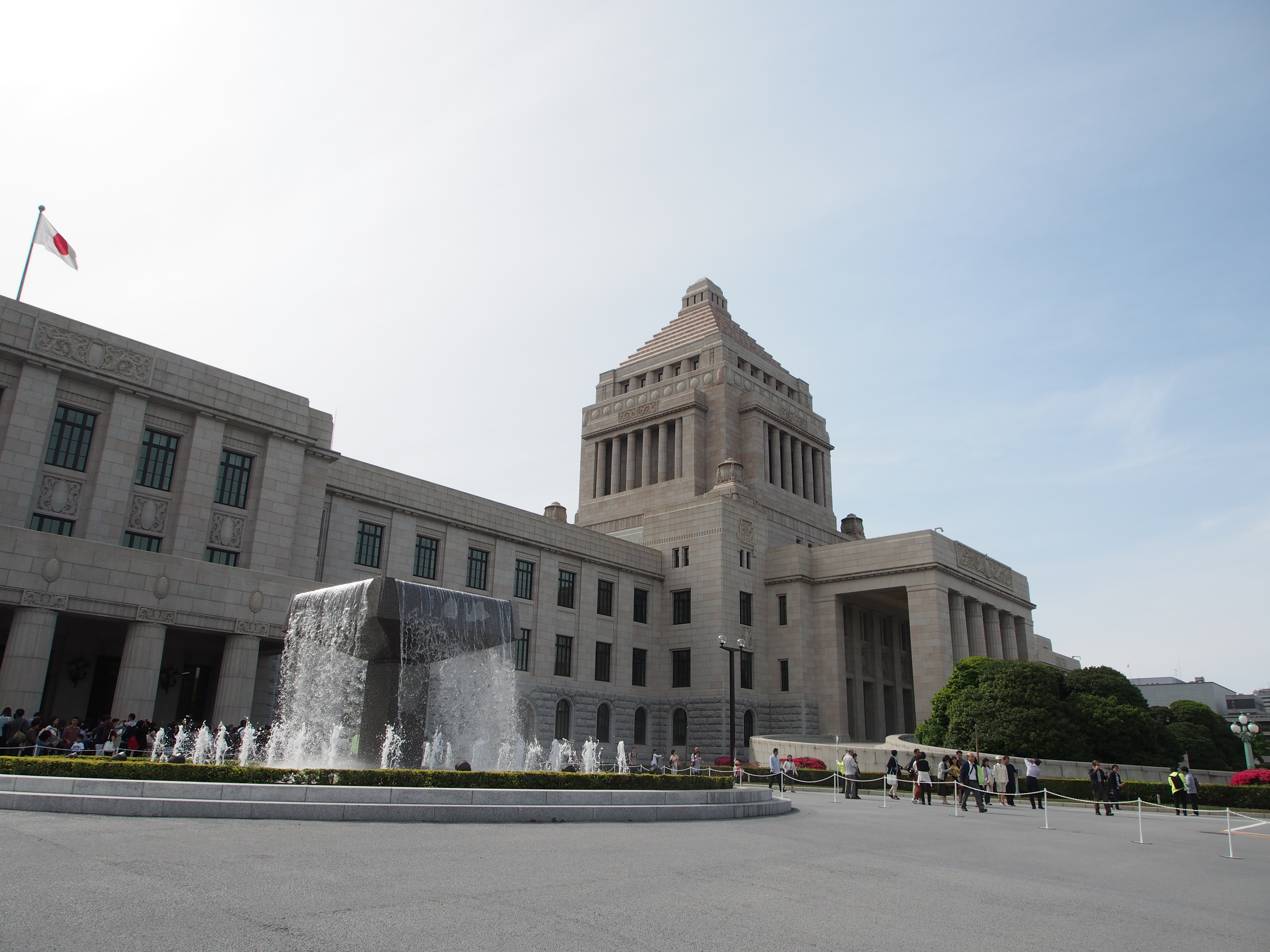
國會議事堂（2017年 平成29年）

二战结束后，日本国宪法获颁布，国会取代帝国议会成为日本的最高权力机关，因此国会议事堂也成了其权威的象征。另外，战后议事堂周围的国有土地逐渐转为众议院和参议院管辖，私有土地也被大量收购，用于建造国会和各政党有关的建筑物，議事堂所在的永田町也因此被视为日本政治的中枢。

## 建筑物构造
议事堂采用钢筋混凝土结构，除中央塔外，其余部分为地面以上3层，中央塔为4层，到中央塔顶部共有9层。外墙以花岗岩装饰，其他材料也几乎采用纯国产（除了门锁、彩色玻璃）。
总建筑面积为53466平方米。从正面望去，左侧为众议院，右侧为参议院（原贵族院）。整个占地大致为长方形，前端为开阔的庭院及汽车过道，两院后方为各自的事务局或委员会办公室等附属建筑。
- 结构：钢筋混凝土（地上3层（中央塔4层），地下1层）

- 宽：206.36米

- 深：88.63米

- 高：20.91米（中央塔：65.45米）

## 国会议事堂内部设施

### 国会前庭

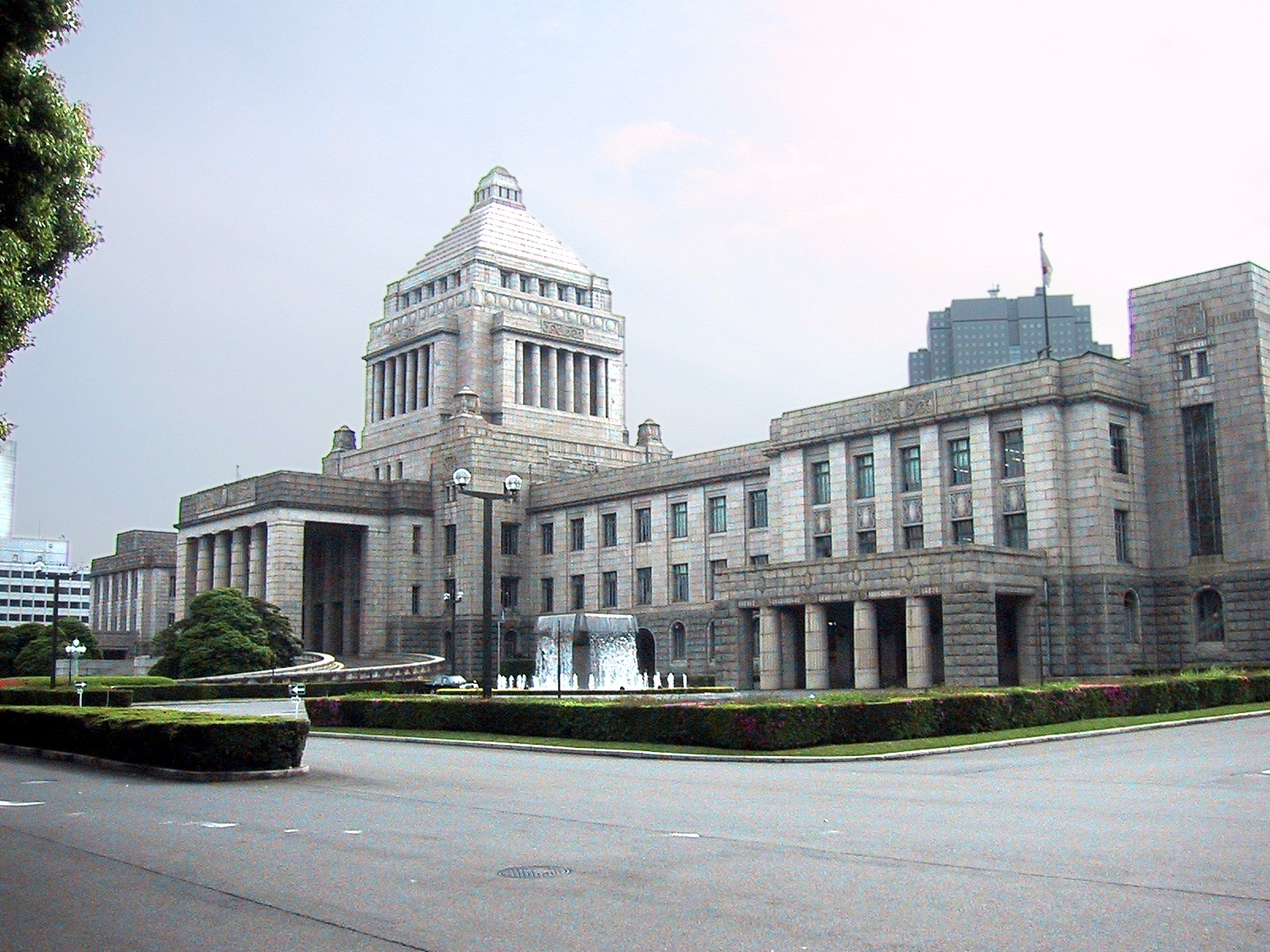
由斜角看国会议事堂

国会议事堂正面，是由正门前的行道树分割为南北两部分的国会前庭。

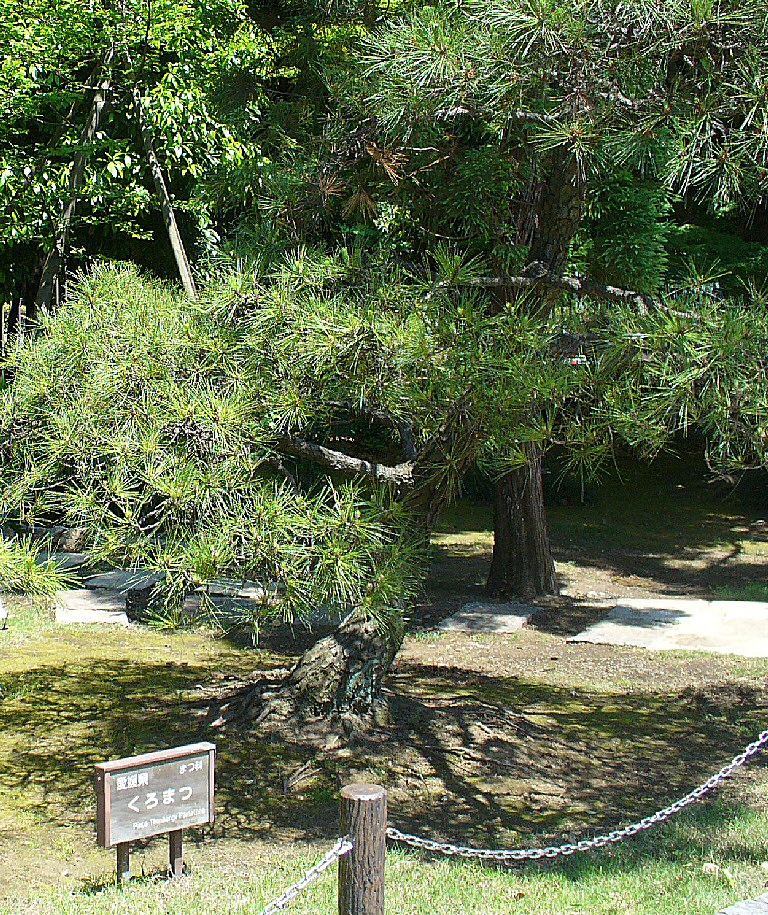
入口前院植木 黒松

由旧时参谋本部改造而成的前庭北部为西洋式庭园，由旧时霞之关行宫改造而成的南部则为日本式庭园，现都由众议院管理。另外，北部的一隅有展示国会概况和宪政历史的宪政纪念馆。庭园里种植了来自日本47个都道府县的代表性树木。

### 中央门厅
从正门向内走，到达中央塔正下方的门厅。外观以宽阔的停车门廊为特点，正门重量多达1吨。
通常中央门厅并不开放，大门始终处于关闭，只有在众议院总选举或参议院通常选举之后初次召开国会时，以及天皇或外国元首光临议事堂时才开放。

### 中央大厅
从中央门厅入内，便是位于中央塔下方的大厅。

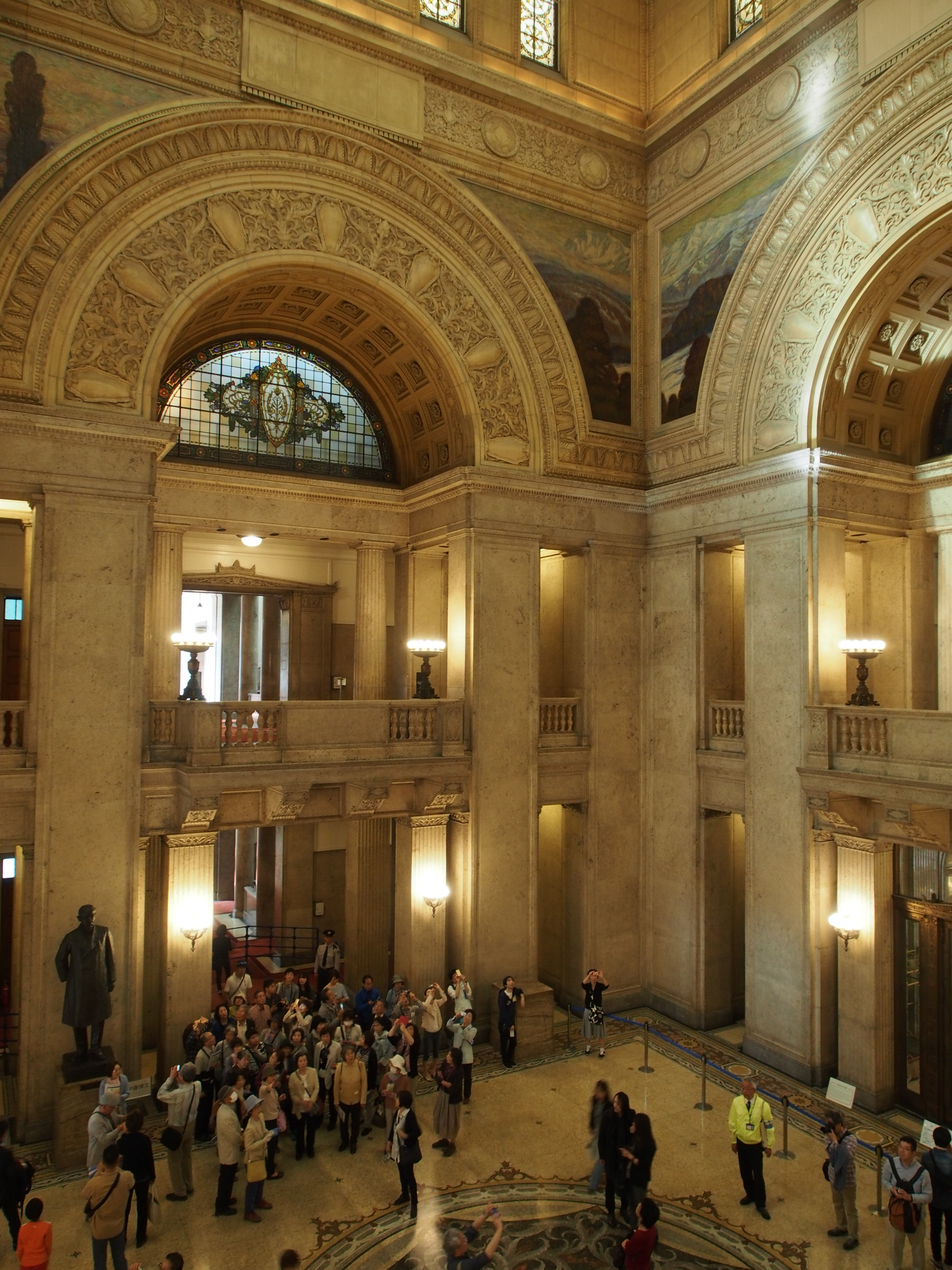
中央大厅

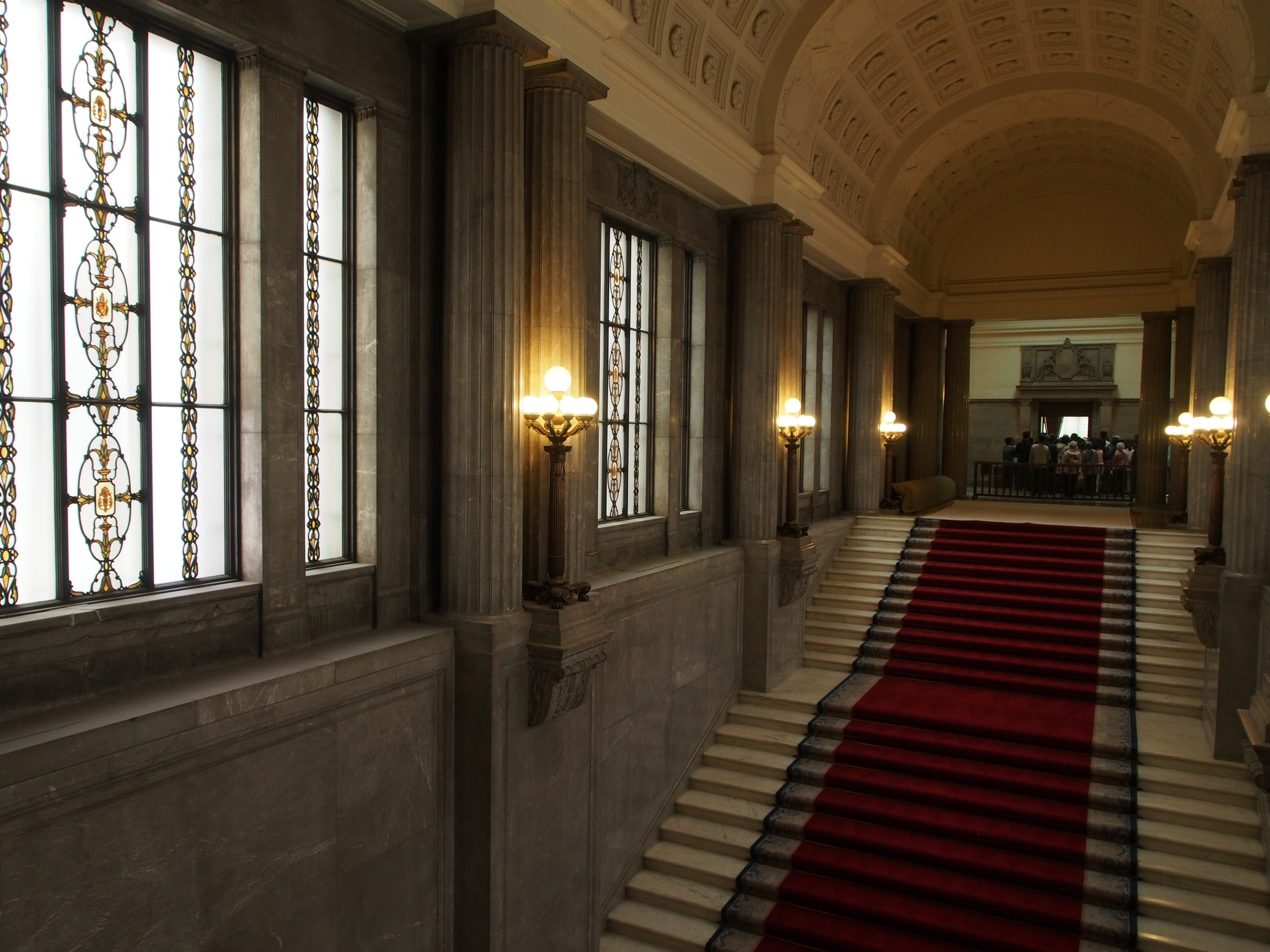
中央樓梯間

从2层到6层的中空天井高达32.62米。天井四周以透光彩色玻璃装饰，四周有四幅油画，分别描绘着日本的春夏秋冬四季景色。
在大厅四角，分别立有伊藤博文、大隈重信、板垣退助等三位为日本宪政做出巨大贡献的政治家的铜像以及一个空的基座。关于这个空基座的来由，有众多说法，有一种观点认为议事堂建成当初，对于这第四个位置应该摆谁的铜像无法达成统一意见，但另一种观点认为，建设者将政治视为一项永远不会完成的事业，期待着更伟大的政治家的诞生。
铜像是1938年2月为了纪念帝國憲法颁布50周年而设立的。

### 御休所

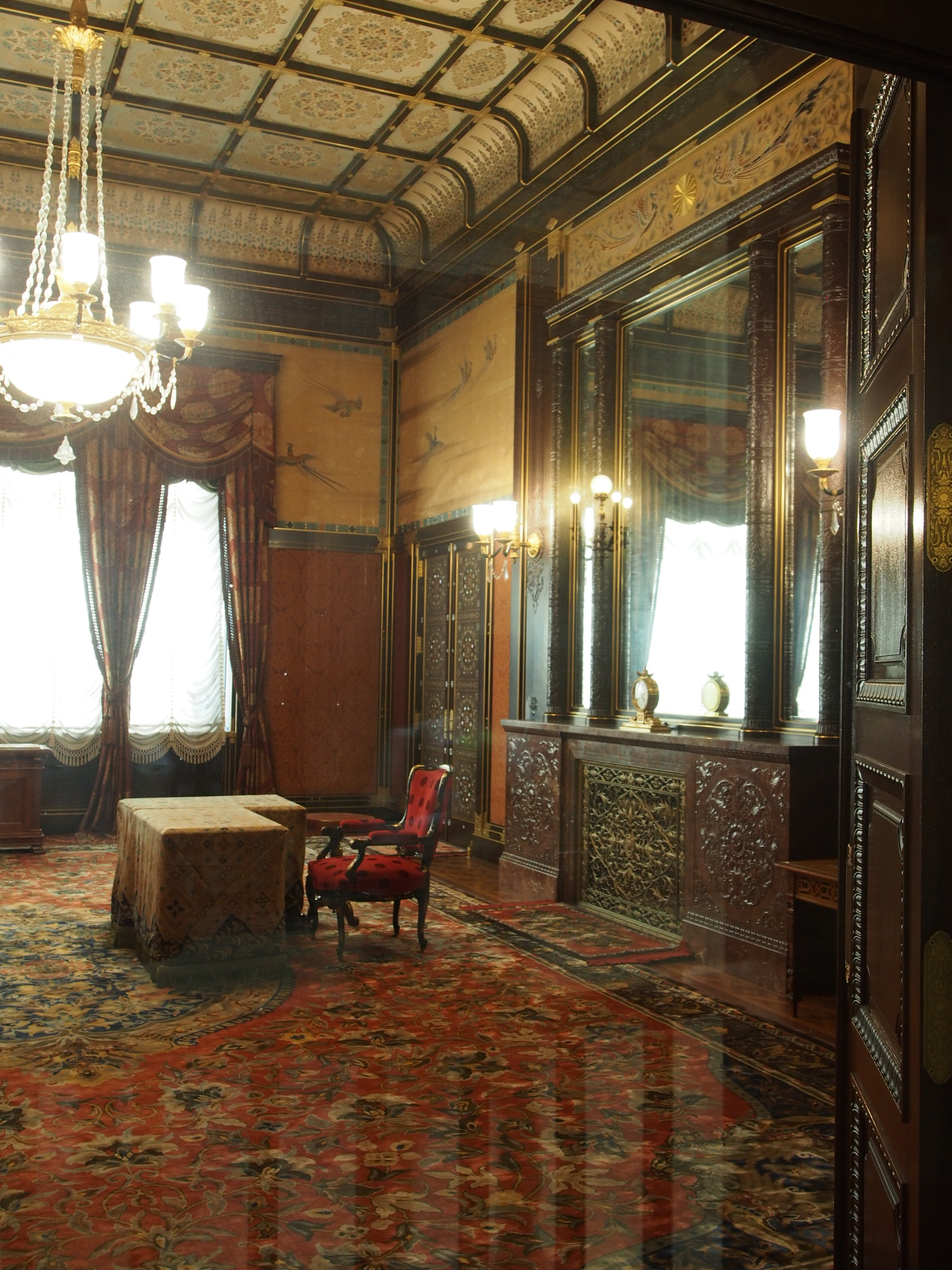
天皇室（御休所）

御休所是用于接待出席国会的天皇而设置的。位于中央大厅大楼梯的尽头。其内部装饰和用材都极为豪华精致。

### 众议院会场·参议院会场

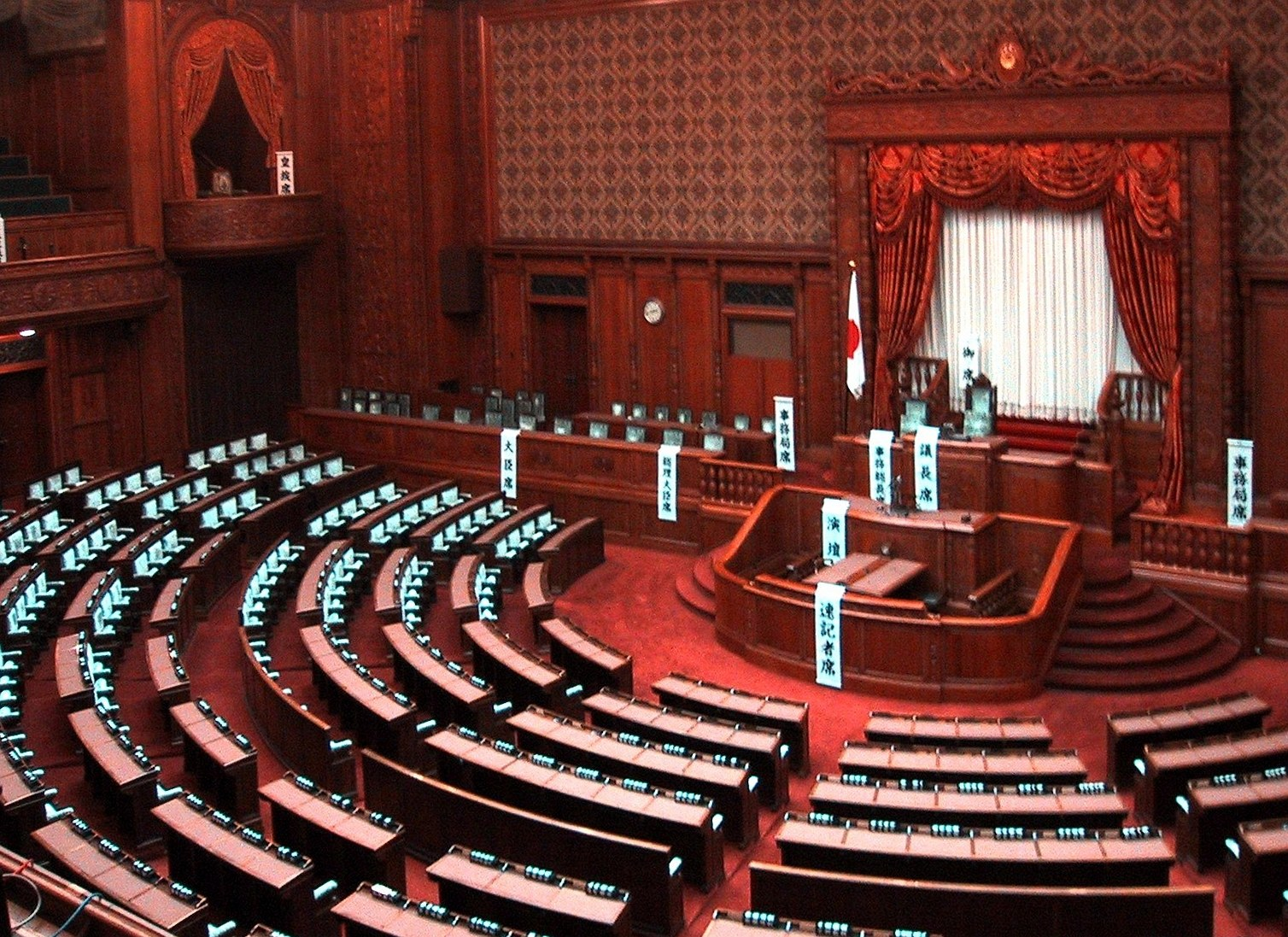
参议院会场

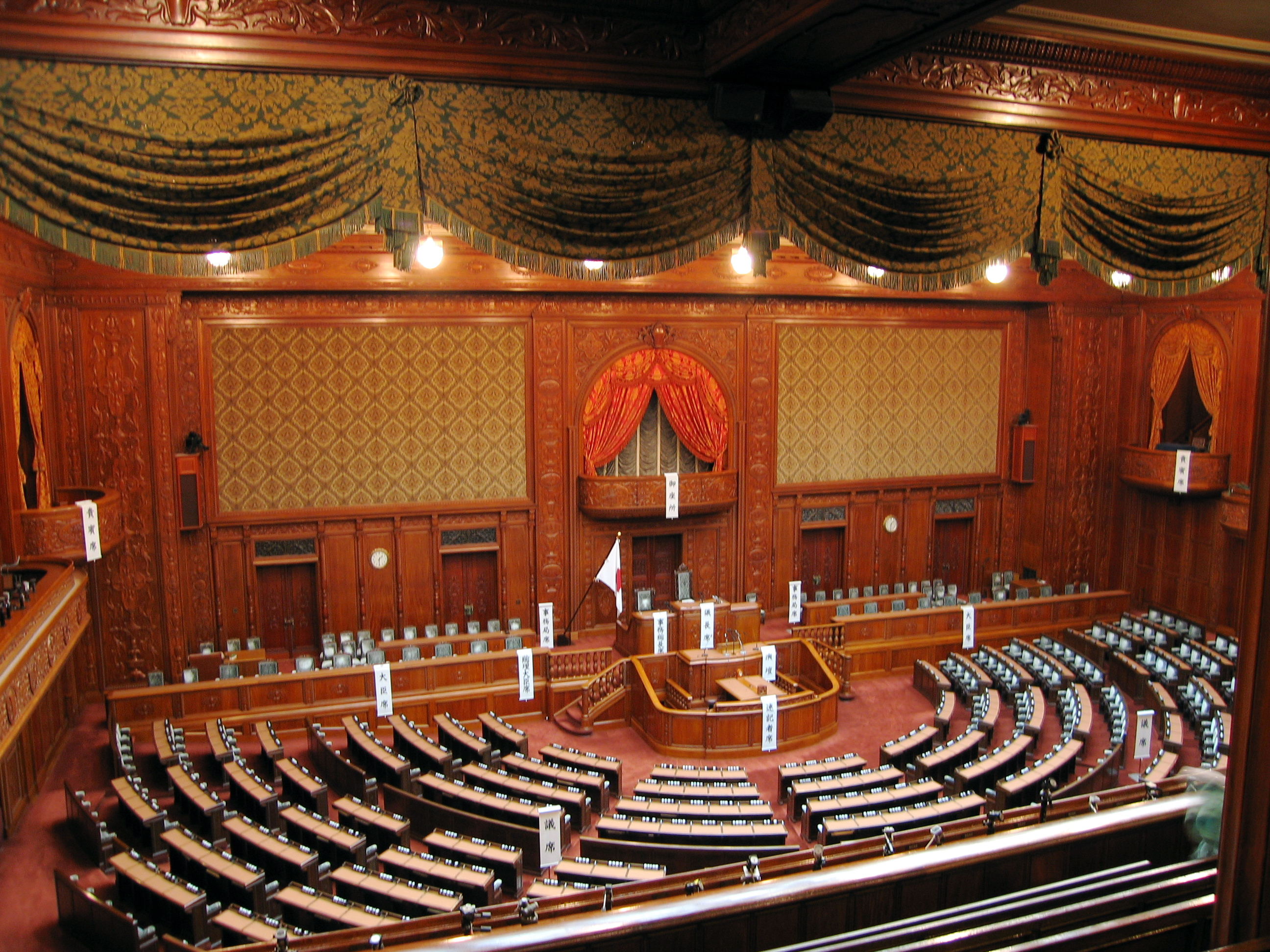
众议院会场

两个议院的会场分别位于议事堂的左右两侧的2层，并直接打通3层大厅。两个会场均采用扇形格局，围绕着议长席和讲坛，议席按照与会各党派的人数而划分，构成了典型的大陆型格局。

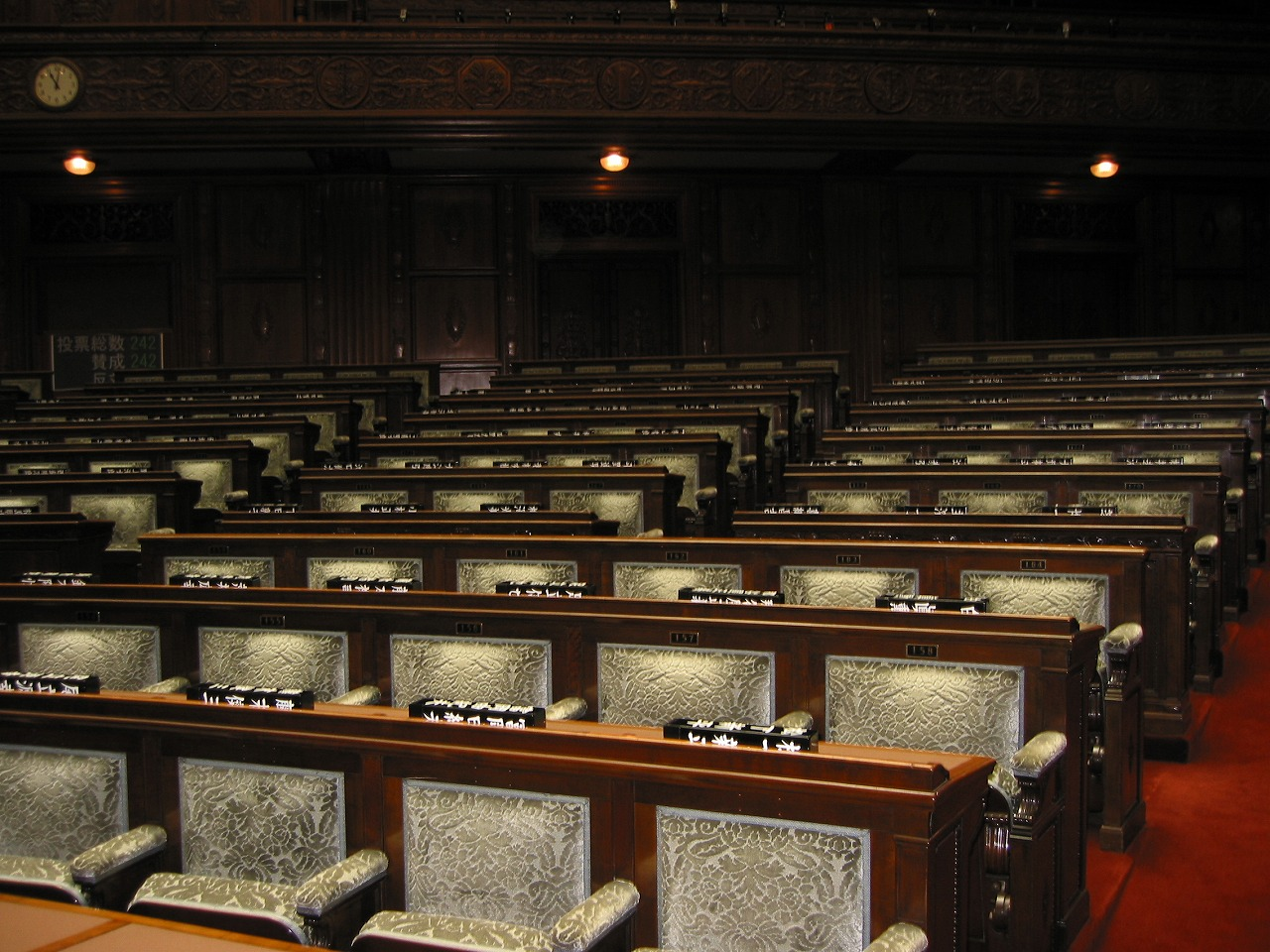
出席时会竖立铭牌（参议院）

议长席的旁边是事务总长的坐席，讲坛下方是国会速记员的位置，以往速记员通过速记来记录会议记录。此外，以议长席为中心，左右各有两列席位，前排是国务大臣的席位，后排是议院事务局职员的坐席。
参议院会场在战前作为贵族院会场，在议长席背后的布帘后，设有国会会场中唯一一个天皇的御座。因此，现今天皇光临国会开幕式的时候，仍需要在参议院会场举行。

### 中央塔
由参议院管理。
4层部分是国立国会图书馆的国会分馆，国会有关人员自由利用。以上部分则是中央塔的日常维护管理空间，一般不许进入。
2003年9月因受雷击而使中央塔塔顶的御影石受损，并导致楼下的玻璃破碎，是当时的话题之一。目前这一部分已被修补，恢复了原貌。

### 周边设施

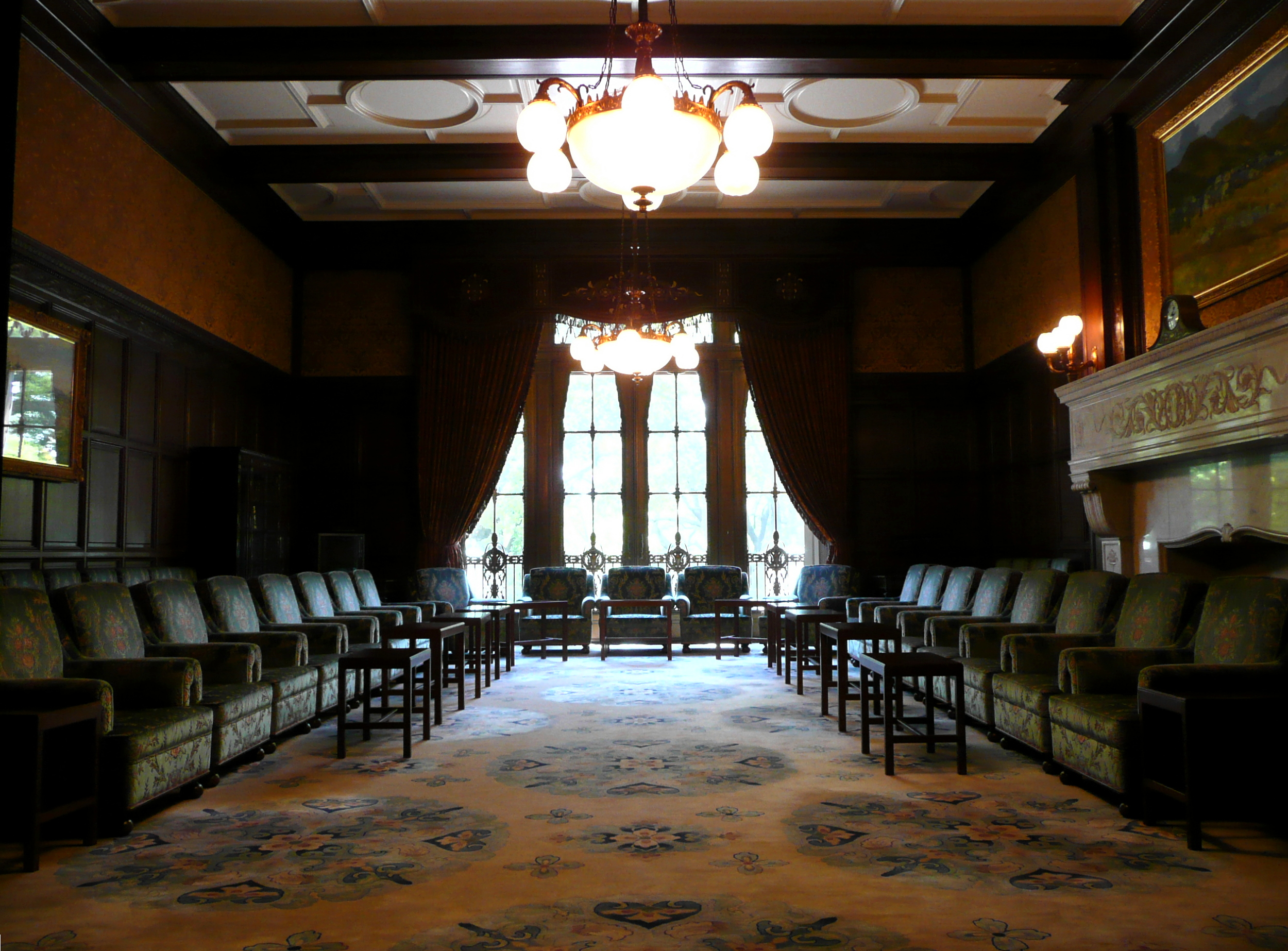
大臣室

议事堂周边设有众议院和参议院的各个别馆和分馆。每个议院的别馆均面对公有道路，设有会见议员和旁听会议的接待处。
在别馆对面，分别有众议院第一、众议院第二和参议院共三栋议员会馆各自都可以通过地下的通道与各别馆、分馆和议事堂相连通。另外，南侧还有众议院第二别馆、国会记者会馆、北侧有国立国会图书馆、参议院议员会馆北侧有参议院第二别馆、众议院第一议员会馆南侧有总理大臣官邸等国会相关设施，也都与议事堂通过地下通道相连接。

## 警卫

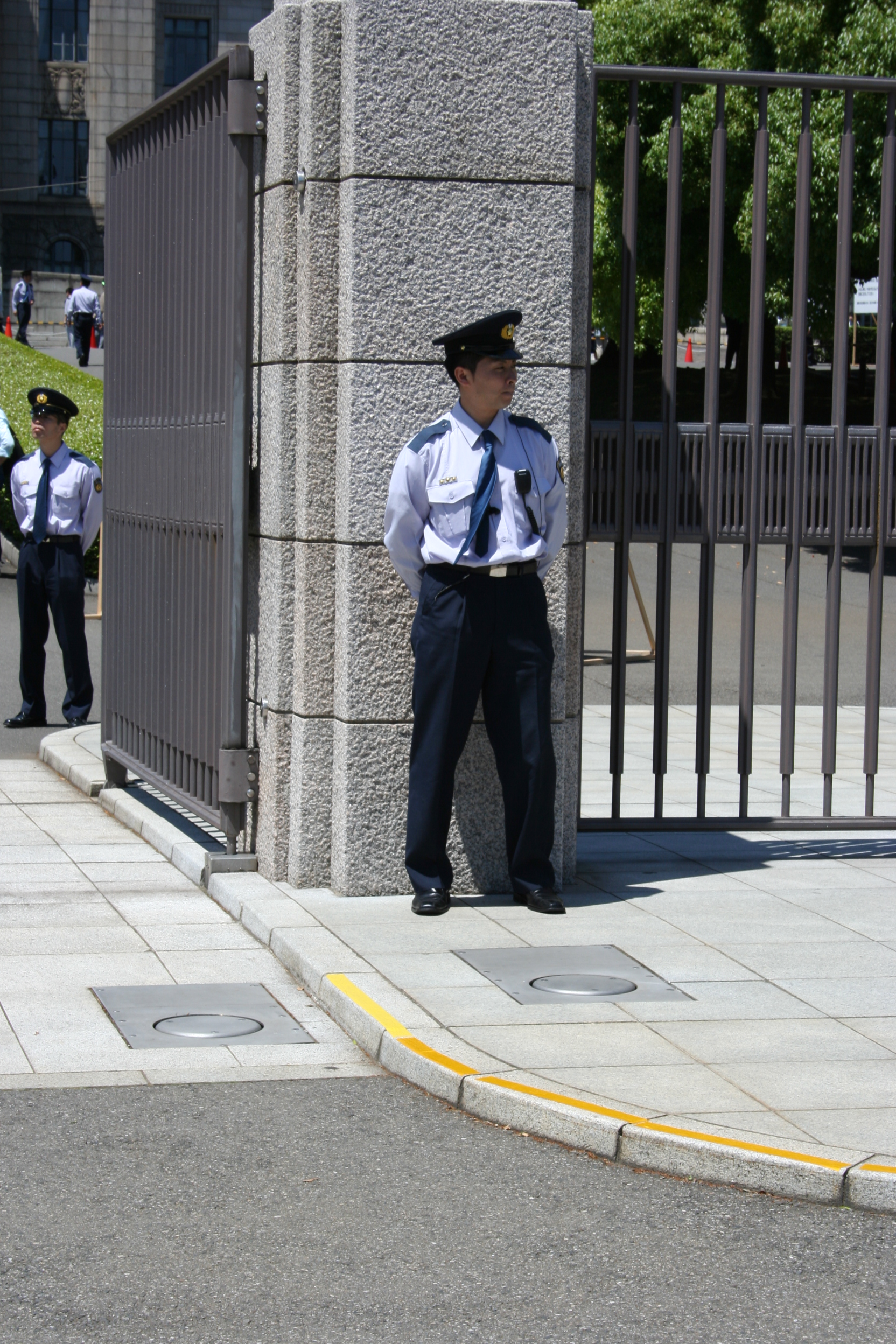
正门前的警衛

根据三权分立的原则，国会是国家权力的最高机关，因此包括国会议事堂在内的国会设施的警卫工作并非由行政机关下属的警视厅负责，而是由各个议院以自律的原则行使议院警察权。因此，在未得到议长请求时，警察不得随意进入议院设施，相关警卫工作由众议院事务局和参议院事务局的职员负责。
日常的警卫方面，在议事堂外围部分，由警视厅负责，内部则由上述议院事务局的职员负责。

## 参观访问
国会议事堂是东京的著名观光景点。每年有众多的毕业旅行学生和团体观光客选择其为旅游景点。现在，参议院在不举行正式会议的普通日子里，对外开放，但众议院曾有过除了有国会议员介绍之外不对外开放的时期。
有时以东京作为舞台的电影或連續劇、甚至是漫畫里，该建筑与东京铁塔、東京晴空塔是最常见的建筑，还经常出现该建筑被怪兽踏破的场面（也有搞笑漫畫—例如蠟筆小新—以踏破國會議事堂來諷刺日本時事）。

## 相关的影视作品
- 《哥吉拉》（1954年）
- 《世界大戰爭》（1961年）
- 《金剛對哥吉拉》（1962年）
- 《怪獸大戰爭》（1965年）
- 《大雄與鐵人兵團》（1986年）
- 《哥吉拉vs摩斯拉》（1992年）
- 《蠟筆小新：爆發！溫泉激烈大決戰》（1999年）
- 《哥吉拉×摩斯拉×機械哥吉拉 東京SOS》（2003年）
- 《鐵人28號》（2005年）
- 《セイギノヒーロー》（2005年）
- 《神樣中學生》 (2005年)
- 《日本沉沒》（2006年）
- 《CHANGE》（2008年）
- 《正宗哥吉拉》（2016年）
- 《偶像事變》（2017年）

## 关联条目
- 国会议事堂前站